# 5月9日 (旧暦)
旧暦5月9日は、旧暦5月の9日目である。六曜は先勝である。

## できごと
- 元禄4年（グレゴリオ暦1691年6月5日） - 江戸幕府が豪商・住友家に別子銅山の採掘を許可
- 文久2年（グレゴリオ暦1862年6月6日） - 江戸幕府遣欧使節・竹内保徳がラッセル英外相とロンドン覚書に調印。江戸・大坂開市を約定
- 明治4年（グレゴリオ暦1871年6月26日） - 東京府が中央を馬車道・両端を人道とする道路区分を布告

## 誕生日
- 慶応3年（グレゴリオ暦1867年6月11日） - 伊能嘉矩、人類学者、民俗学者（+ 1925年）
- 明治3年（グレゴリオ暦1870年6月7日） - 石光真臣、軍人（+ 1937年）

## 忌日
- 寛仁元年（ユリウス暦1017年6月5日） - 三条天皇、67代天皇（* 976年）
- 正慶2年/元弘3年（ユリウス暦1333年6月21日） - 北条仲時、武将・鎌倉幕府六波羅探題（* 1306年）